# Joaquín de Churriguera

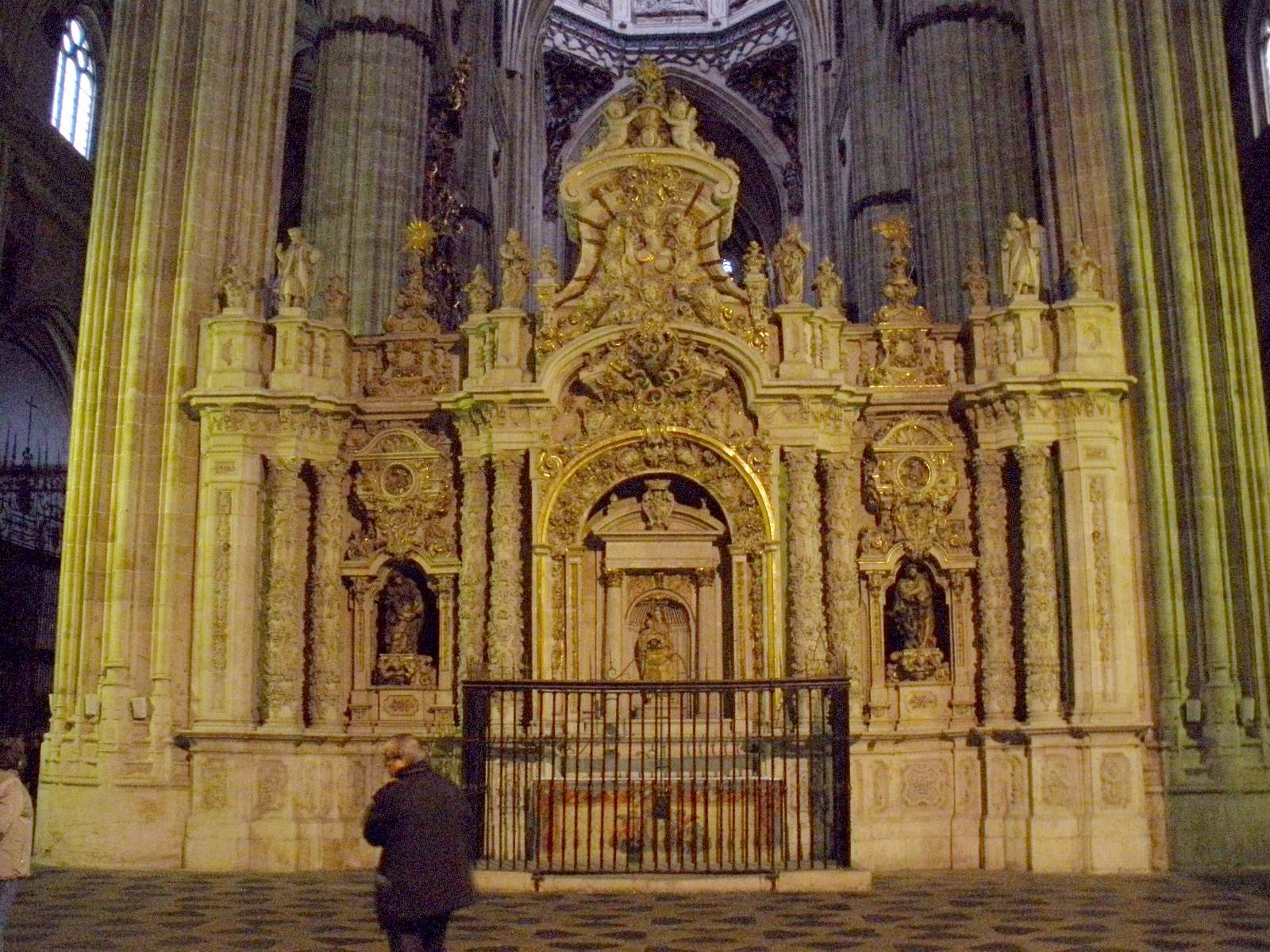
Trascoro der Neuen Kathedrale von Salamanca

Joaquín de Churriguera (* 20. März 1674 in Madrid; † 30. September 1724 in Salamanca oder Plasencia) war ein spanischer Architekt und Bildhauer der Barockzeit. Er gehörte zu der in Spanien berühmten Künstlerfamilie Churriguera, nach welcher der Churriguerismus, eine Stilvariante des Spätbarock, benannt ist.

## Familie
Joaquín de Churriguera war der Sohn des aus Katalonien stammenden Bildhauers José Simón de Churriguera († 1682) und dessen Frau María Ocaña. Er war der ältere Bruder von José Benito de Churriguera († 1725) und Alberto de Churriguera († 1750). Alle drei waren wesentlich an der Planung und künstlerischen Gestaltung der Plaza Mayor von Salamanca beteiligt.

## Werk
Im Jahr 1692 verließ Joaquín Madrid und ließ sich in Salamanca nieder. In den Jahren 1702 bis 1710 fertigte er – meist als Gemeinschaftsarbeit mehrerer Bildhauer – die Altarretabel (retablos) der Kirche San Esteban, des Convento de Santa Clara, der Kirche Trinidad Descalza und des Convento de Vera Cruz. Im Jahr 1713 wurde er in das Amt des Baumeisters der Neuen Kathedrale von Salamanca berufen, wo er den Trascoro schuf; gleichwohl arbeitete er auch für die Kathedrale von Ávila sowie am Retabel der Neuen Kathedrale von Plasencia. Darüber hinaus arbeitete er auch am Colegio de San Bartolomé und am Colegio de Calatrava (beide in Salamanca).
Viele der bei seinem Tod noch unvollendeten Arbeiten wurden von seinem jüngeren Bruder Alberto fertiggestellt.